# Duncan Gregg
Duncan Smith Gregg (ur. 28 lutego 1910 w Lamar, zm. 14 lutego 1989 w Berkeley) – amerykański wioślarz, złoty medalista olimpijski.
Wystąpił na igrzyskach olimpijskich w Los Angeles w 1932, gdzie Amerykanie w składzie: Edwin Salisbury, James Blair, Duncan Gregg, David Dunlap, Burton Jastram, Charles Chandler, Harold Tower, Winslow Hall i Norris Graham (sternik) zdobyli złoty medal w ósemkach. W finale o 0,2 sekundy wyprzedzili Włochów i o 2,8 sekundy Kanadyjczyków. Był to jego jedyny start olimpijski.
Kształcił się na Uniwersytecie Kalifornijskim w Berkeley, z wykształcenia był inżynierem.